# Henryk Dyduch
Henryk Bolesław Dyduch (ur. 3 października 1896 w Nowosielcach, zm. wiosną 1940 w Charkowie) – major piechoty Wojska Polskiego, ofiara zbrodni katyńskiej.

## Życiorys
Henryk Bolesław Dyduch urodził się 3 października 1896 r. w Nowosielcach w rodzinie Wojciecha i Reginy z Dyduchów. Miał braci Henryka i Walentego (ur. 1904-1941). Ukończył gimnazjum realne w Łańcucie zdając maturę w 1914. Po wybuchu I wojny światowej w 1914 wstąpił do Legionu Wschodniego, a po jego rozwiązaniu został wcielony do Armii Austro-Węgier, w ramach której został absolwentem szkoły oficerów rezerwy w 1916. Na stopień podporucznika został mianowany ze starszeństwem z 1 grudnia 1917 w korpusie oficerów rezerwy piechoty. Jego oddziałem macierzystym był 90 pułk piechoty. W działaniach wojennych był dowódcą plutonu moździerzy oraz dowódcą kompanii szturmowej. U kresu wojny jesienią 1918 przystąpił do Polskiej Organizacji Wojskowej w Kołomyi. Tam został internowany przez Ukraińców, po czym uciekł z obozu. W szeregach II batalionu w 2 pułku Strzelców Lwowskich uczestniczył w obronie Lwowa podczas wojny polsko-ukraińskiej.
Wstąpił do Wojska Polskiego, zweryfikowany jako podporucznik i został przydzielony do przemianowanego z 2 pułku Strzelców Lwowskich na 39 pułk piechoty Strzelców Lwowskich, stacjonującego w garnizonie Jarosław. 6 marca 1919 został mianowany porucznikiem. W trakcie wojny polsko-bolszewickiej służył w szeregach 2 pułku Obrony Warszawy w lipcu i sierpniu 1920. W listopadzie 1920 został skierowany do Oddziału V Sztabu Generalnego. Od 1921 do 1922 studiował prawo na Wydziale Prawa Uniwersytetu Warszawskiego. Został awansowany do stopnia kapitana piechoty ze starszeństwem z dniem 15 sierpnia 1922. Wykładał jako instruktor w Szkole Podchorążych Piechoty w Warszawie. W późniejszym czasie powrócił do Jarosławia i ponownie służył w 39 pułku piechoty Strzelców Lwowskich. Został dowódcą kompanii. Na stopień majora został mianowany ze starszeństwem z 19 marca 1937 i 26. lokatą w korpusie oficerów piechoty. W marcu 1939 był dowódcą III batalionu.
W czasie kampanii wrześniowej został dowódcą II batalionu Ośrodka Zapasowego 24 Dywizji Piechoty w Przemyślu. Na czele tego batalionu walczył w obronie miasta. Wycofując się w stronę wschodnią jego batalion wziął udział w bitwie w lasach janowskich. 19 września w Brzuchowicach, w ramach reorganizacji resztek 24 DP, objął dowództwo zbiorczego batalionu złożonego z pozostałości improwizowanych batalionów obrony Przemyśla, resztek II/1 psp oraz innych pododdziałów. Na czele tego batalionu następnego dnia przebił się do Kleparowa. 21 września dowódca 35 Dywizji Piechoty przybyłych do Lwowa żołnierzy majora Dyducha wcielił do 206 pułku piechoty, a jego samego wyznaczył na stanowisko dowódcy II batalionu w tym pułku. 
Po agresji ZSRR na Polskę i kapitulacji Lwowa przed Armią Czerwoną został wbrew warunkom kapitulacji miasta wzięty do niewoli sowieckiej i przewieziony do obozu w Starobielsku. Stamtąd nadsyłał listy do rodziny. Wiosną 1940 został zamordowany przez funkcjonariuszy NKWD w Charkowie i pogrzebany potajemnie w bezimiennej mogile zbiorowej w Piatichatkach, gdzie od 17 czerwca 2000 mieści się oficjalnie Cmentarz Ofiar Totalitaryzmu w Charkowie. Figuruje na Liście Starobielskiej NKWD, pod poz. 4023.
Za swoje czyny został przedstawiony do odznaczenia Orderem Virtuti Militari V klasy, lecz nie zdążył go już odebrać.
Jego brat Walenty padł ofiarą masakr więziennych we Lwowie.

## Upamiętnienie
- 5 października 2007 minister obrony narodowej Aleksander Szczygło mianował go pośmiertnie na stopień podpułkownika[9][10][11]. Awans został ogłoszony 9 listopada 2007 w Warszawie, w trakcie uroczystości „Katyń Pamiętamy – Uczcijmy Pamięć Bohaterów”[12][13][14].
- W ramach akcji „Katyń... pamiętamy” / „Katyń... Ocalić od zapomnienia”, został zasadzony Dąb Pamięci honorujący Henryka Dyducha przy Zespole Szkół Ogólnokształcących nr 1 z Oddziałami Integracyjnymi w Chełmie.

## Ordery i odznaczenia
- Medal Niepodległości (2 sierpnia 1931)[15]
- Srebrny Krzyż Zasługi (17 marca 1930)[16]
- Medal Pamiątkowy za Wojnę 1918–1921
- Medal Dziesięciolecia Odzyskanej Niepodległości